# 周南 (1933年)
周南（1933年—2005年3月18日），原名周耀南，香港企業家，香港名駒「爪皇凌雨」的已故馬主。

## 生平
周南在1940年代偷渡抵港，起初在一家製衣廠學師，拼勁二十多年，才在新界葵涌開設新藝製衣廠和港福製衣廠。後來，他經營紡織生意，與胞弟周錦泉一同經營港福毛織廠，並開設有著名服裝店大一，近年更涉足中國大陸，設置廠房擴充生產線。1990年代起，周南參與買賣物業，由於眼光獨到，經常大有斬獲，故有「舖俠」之稱，名下擁有多間在旺區的舖位，包括位於旺角西洋菜街和豉油街的兩間舖位。

## 名下馬匹
1995年，周南購入第一匹馬，本想借用《三國演義》曹操的坐騎「爪黃飛電」為名，但秘書手民之誤，寫成「爪皇飛電」，
自此，周南（包括其妻周朱美屏和三名兒子，包括長子周永健（Winston）、次子周漢文和幼子周家輝以及爪皇好友團體）其愛駒的名字，大部分均以「爪皇」開首，包括「爪皇烈風」、「爪皇奔雷」、「爪皇凌雨」、「爪皇泓金」、「爪皇耀木」、「星火燎原」、「雨電風雷」、「爪皇盛水」、「爪皇豪火」、「萬千星火」、「大快人心」、「爪黃飛電」、「爪皇神雷」、「爪皇聖火」、「爪皇烈焰」、「爪皇怒土」、「天皇行者」、「爪皇轟天」、「爪皇箭火」、「火神神樂」，其中以「爪皇凌雨」的表現最為突出，成為2006-2007年度香港馬王，並在2007年3月代表香港赴杜拜參加杜拜司馬經典賽，贏得冠軍。另外，周南的弟弟周錦泉、弟婦周溫玉華、侄女周凱汶亦是馬主，名下馬匹大部分均以「草原」、「辣椒」兩字命名，包括「草原之星」、「雪茄王」、「紅辣椒」、「草原奔騰」、「領導者」、「好辣椒」、「勁辣椒」、「超級辣椒」、「草原威龍」、「辣辣椒」、「尖辣椒」，目前僅剩下「火神神樂」仍為現役。

### 病卒
2005年3月，周南在中國廣東省東莞市大朗鎮一家酒店心臟病發離世，享年72歲。